# Fabriano Basket
La Società Sportiva Fabriano Basket fue un equipo de baloncesto Italiano que tenía su sede en la ciudad de Fabriano, en la región de las Marcas. Desapareció en 2008, cuando militaba en la Legadue, dejando su puesto al Roseto Basket.

## Historia
El club se fundó en 1966, jugando en categorías inferiores del baloncesto italiano hasta que en 1979 asciende a la Serie A2, logrando el paso a la A1 sólo 3 años después, en 1982.
Jugó durante 7 temporadas en la máxima competición, ascendiendo y descendiendo hasta en 3 ocasiones. En 2008 logran salvar la categoría, pero el presidente Federico Mellone, debido a las dificultades económicas, decide vender su plaza a la ciudad de Roseto degli Abruzzi.

## Jugadores destacados
- Jay Murphy 4 temporadas: '91-'95
- Larry Spriggs 2 temporadas: '91-'93
- Bob McAdoo 1 temporada: '92-'93
- John Turner 3 temporadas: '93-'94, '97-'98, '02-'03
- - Pace Mannion 2 temporadas: '97-98, '99-'00
- Chandler Thompson 2 temporadas: '00-'02
- Roberto Núñez 1 temporada: '02-'03
- Luis Flores 1 temporada: '08
- Mike Gansey 1 temporada: '07-'08